# اوبرواید
اوبرواید (به آلمانی: Oberweid) یک شهر در آلمان است که در اشمالکالدن-ماینینگن واقع شده‌است. اوبرواید ۵۷۱ نفر جمعیت دارد.